# Frank Schmidt (Politiker, 1966)

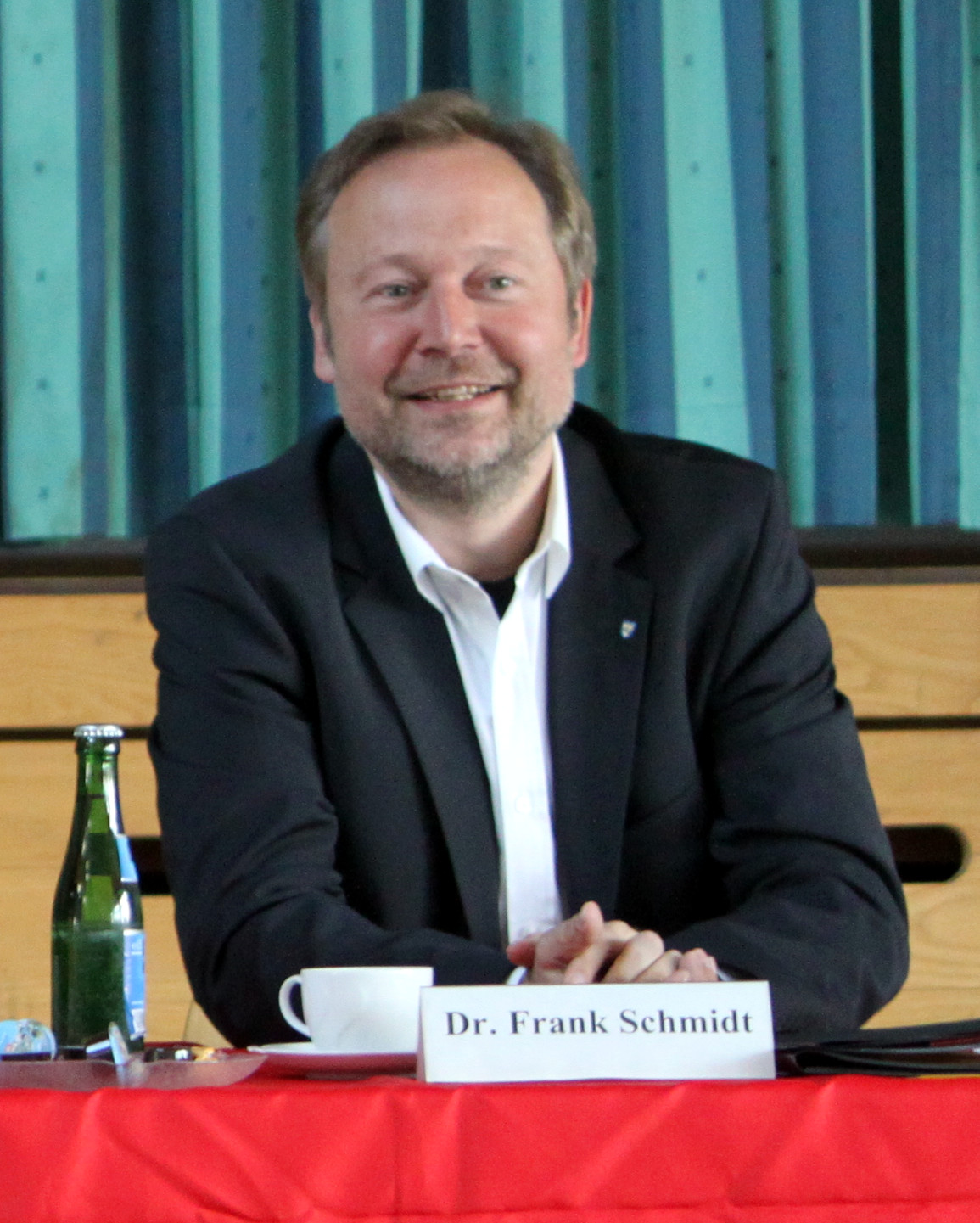
Frank Schmidt (2014) in Beselich-Schupbach

Frank Schmidt (* 10. März 1966 in Limburg an der Lahn) ist ein deutscher Politiker (SPD).

## Leben und Beruf
Nach dem Abitur im Jahr 1986 an der Tilemannschule in Limburg leistet Schmidt zunächst den Wehrdienst ab und absolvierte anschließend ein Lehramtsstudium der Geschichte, Geographie und Pädagogik an der Johann Wolfgang Goethe-Universität in Frankfurt am Main, das er im Jahr 1992 mit dem ersten Staatsexamen beendete. Anschließend war er bis 1998 als wissenschaftlicher Mitarbeiter am Fachbereich Geschichte der Universität Frankfurt tätig. Im Jahr 1997 erfolgte hier seine Promotion zum Dr. phil. mit der Arbeit „Christian Stock (1884–1967) – eine Biographie“. In den Jahren 1998 bis 2001 arbeitete Schmidt als Referent in der Planungsgruppe beim Vorsitzenden der SPD-Bundestagsfraktion, bis er selbst als Nachrücker Mitglied des Bundestages wurde.
Nach seinem Ausscheiden aus dem Bundestag war er in den Jahren 2002 und 2003 Referent der Arbeitsgruppe Finanzen der SPD-Bundestagsfraktion, bis er 2003 als Dozent an das Sozialwissenschaftliche Institut der Bundeswehr wechselte.

## Partei
Schmidt trat schon als Schüler im Jahr 1982 in die SPD ein. Von 2005 bis 2012 war er stellvertretender Vorsitzender des SPD-Unterbezirks Limburg-Weilburg. Im Jahr 2005 wurde er Schatzmeister des SPD-Bezirks Hessen-Süd. Für dieses Amt kandidierte Schmidt im Jahr 2009 nicht mehr.
Im Jahr 1996 bewarb sich Schmidt erstmals für das Amt des Bürgermeisters von Löhnberg. Er erreichte die Stichwahl, zog dann aber seine Kandidatur zurück. Im Jahr 2006 stellte sich Schmidt der Wahl zum Landrat des Landkreises Limburg-Weilburg, unterlag aber mit einem Stimmenanteil von 24,0 % Manfred Michel. 2008 kandidierte er zum zweiten Mal um das Amt des Bürgermeisters von Löhnberg und gewann bei fünf Gegenkandidaten im ersten Wahlgang mit 55 % der Stimmen. Am 29. April wurde der Amtswechsel vollzogen. Allerdings begann sein Dienst erst nach der Niederlegung seines Bundestagsmandats am 25. Mai 2009. Bei der Direktwahl am 1. Februar 2015 wurde Schmidt mit 67,8 Prozent ohne Gegenkandidat in seinem Amt bestätigt. Seine zweite Wiederwahl im März 2021 wurde von dem unterlegenen Bewerber angefochten, jedoch wies das Verwaltungsgericht Wiesbaden dessen Klage ab.
Nach einem Bericht der Lippischen Landeszeitung/Neuen Westfälischen vom 13. November 2024, S. 3, ist er inzwischen im Ruhestand, nachdem bekannt wurde, dass die Kommune durch sein undurchsichtiges Finanzgebaren vor dem finanziellen Kollaps steht. Frank Schmidt wurde am 31. Oktober 2024 nach monatelanger Abwesenheit von der Gemeindevertretung in den Ruhestand versetzt. Nun fehlen auch noch wichtige Unterlagen. Vor dem Amtsantritt des Staatsbeauftragten Heiko Stock hätten vier Mitarbeiter des Bauhofs das Bürgermeisterbüro aufgeräumt. Der Fall liege mittlerweile bei der Kommunalaufsicht.
Auch die Staatsanwaltschaft Frankfurt ermittelt inzwischen wegen Untreue. Die Gemeinde Löhnberg beschloss im Juli 2025, vom Ex-Bürgermeister zunächst etwa 65.000 EUR zurückzufordern. Dabei geht es um unzulässige Zulagen von monatlich 734 EUR für die Privatnutzung seines Volvo-Dienstwagens ab 2018. Seine Steueraufwendungen für den geldwerten Vorteil der Privatnutzung ließ er sich von der Gemeinde erstatten. Im Übrigen genehmigte er sich eine Leistungszulage von 150 EUR monatlich, die in der hessischen Gemeindeordnung für Beamte auf Zeit nicht vorgesehen ist.

## Abgeordneter
Schmidt gehörte von 1990 bis 1997 der Stadtverordnetenversammlung seiner Heimatstadt Limburg an. Seit 1989 ist er Mitglied des Kreistags des Landkreises Limburg-Weilburg und hier seit 1994 Vorsitzender der SPD-Fraktion. Am 14. Mai 2001 rückte Schmidt für den verstorbenen Abgeordneten Werner Schuster in den Bundestag nach, schied aber nach der Bundestagswahl 2002 zunächst aus dem Bundestag wieder aus. Ab 2005 bis zu seinem Ausscheiden durch Verzicht am 25. Mai 2009 war er erneut Mitglied des Deutschen Bundestages. Frank Schmidt ist stets über die Landesliste Hessen in den Bundestag eingezogen.